# Liblarer See
Der Liblarer See ist ein künstlicher Badesee im Naturpark Rheinland.

## Lage
Der See befindet sich südwestlich von Köln, etwa 15 Kilometer von der Stadtgrenze entfernt vor dem Erftstädter Stadtteil Liblar. Unmittelbar daran vorbei führt die Bundesstraße 265, die Luxemburger Straße.

## Entstehung
Beim Liblarer See handelt es sich um einen der größten Seen der Villeseenplatte im Südrevier der Ville. Wie fast alle diese Seen ist auch der Liblarer See das mit Wasser gefüllte Restloch eines ehemaligen Braunkohletagebaus, in diesem Fall der Grube Liblar. Hier wurde von 1900 bis 1961 Braunkohle abgebaut.

## Nutzung
Der 52,8 Hektar große See zählt aufgrund der vielfachen Nutzung zu den wichtigsten Seen der Villeseenplatte. Er bietet Sport- sowie Erholungsmöglichkeiten in hohem Maße. Neben den Wald- und Wanderwegen, die ihn umschließen, wird auch die Wasserfläche intensiv genutzt. Insgesamt gibt es vier Interessengruppen: Schwimmer, den Angelverein Liblar, den Segel-Club Ville und für Kanuten die Wassersportfreunde Liblar. Am Nordufer des Sees befindet sich neben einem lediglich in den Sommermonaten geöffneten Freibad außerdem ein das ganze Jahr über betriebener Campingplatz. Der See ist speziell im Sommer ein beliebter Anziehungspunkt für Besucher aus Köln und dem Rhein-Erft-Kreis.

## Trivia
Im Liblarer See zeichnet Silke Schäfer, „Deutschlands einzige Schwimmkünstlerin“ (WDR-Fernsehen), GPS-Figuren.